# Vingtième

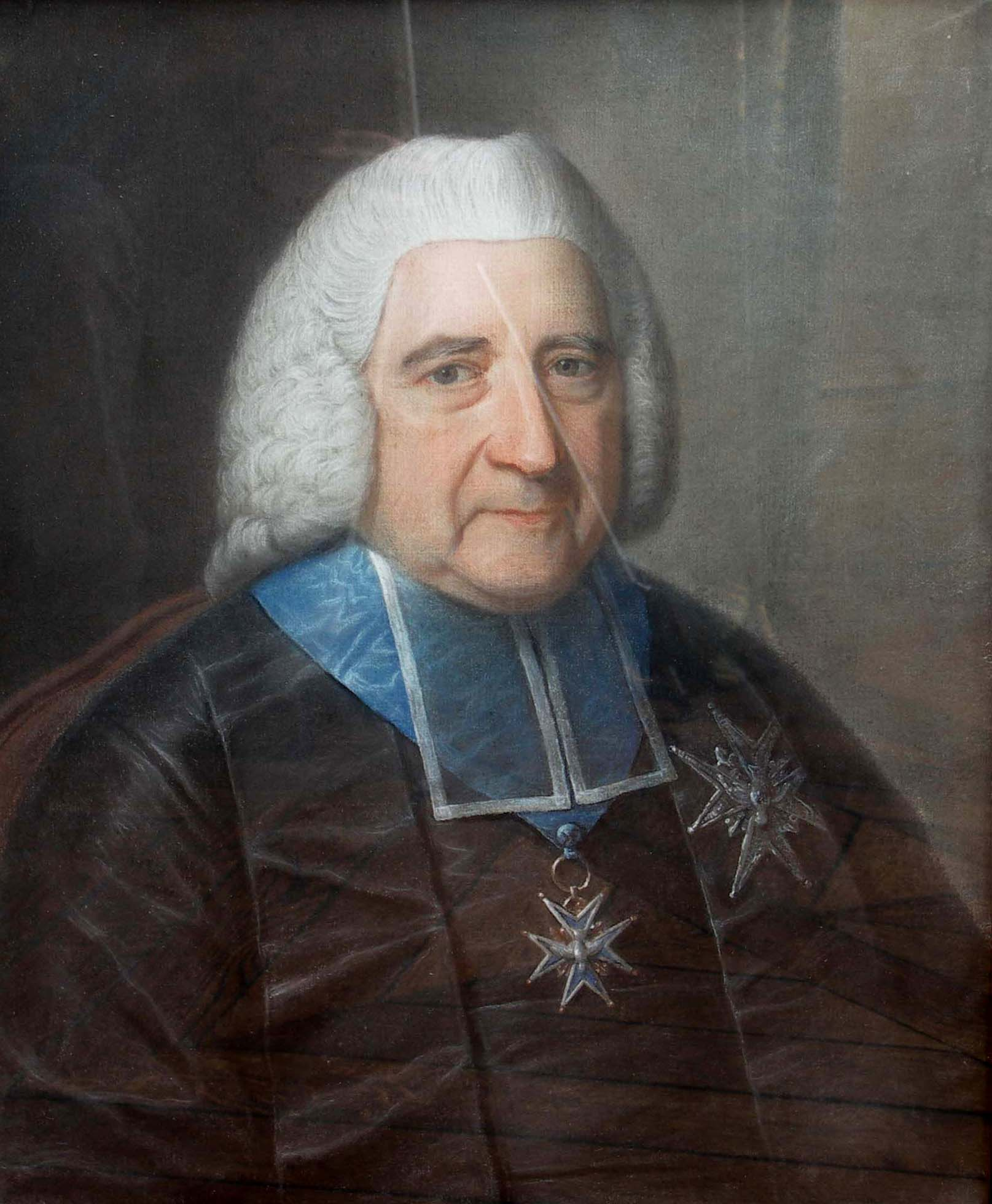
Jean-Baptiste de Machault d'Arnouville

Le vingtième est un impôt établi par le contrôleur général des finances Jean-Baptiste de Machault d'Arnouville, par lit de justice le 19 mai 1749, pour remplacer le dixième, après la paix d'Aix-la-Chapelle[pas clair] et qui perdure jusqu'en 1789. Il désire établir un impôt direct touchant l'ensemble de la population (tiers-état, nobles et clergé) dont le montant correspond à 5 % (1/20) des revenus (biens-fonds, offices et droits, industrie). On dit qu'il est en régie, de quotité, non solidaire.

## Fonctionnement
Visant à amortir les dettes du Royaume (le produit est versé directement dans une caisse d'amortissement, distincte du Trésor royal et uniquement destinée au remboursement des dettes de l'État), le vingtième entre en vigueur le 19 mai 1749, le jour même de son enregistrement, tandis que l'édit pour la suppression du dixième ne sera établi qu'à compter du 1er janvier 1750. Contrairement aux habitudes fiscales, ce nouvel impôt est créé en période de paix et donc devient définitif. Sa perception s'achèvera quand les recettes pourront alimenter cette caisse.
Pour connaître les revenus imposables, Machault adopte, comme Desmarets, la déclaration de revenus. Le vingtième porte sur les revenus de l'industrie et du commerce établis d'après la déclaration des taxables. Il taxe aussi les propriétés dont les bénéficiaires doivent déclarer la nature, l'étendue et le produit net moyen annuel. Et pour vérifier la perception de l'impôt, Machault crée la charge de contrôleur des vingtièmes, commissaire dépendant du contrôle général, enquêtant dans les paroisses. Dans chaque généralité, un directeur des vingtièmes surveille les opérations et fait dresser les rôles, sous l'autorité de l'intendant. La perception ou recouvrement est calqué sur celui de la taille. En cas de contentieux le jugement est dans les mains de l'intendant et l'appel passe directement au Conseil du Roi.

## Historique
Les oppositions voient très vite le jour chez le clergé, les pays d’État, les privilégiés et les cours souveraines. Le clergé refuse son intégration dans le système de l'impôt ordinaire puisque ses biens doivent être réservés aux œuvres religieuses. Pour les pays d’État et les privilégiés, le vingtième est perçu comme une extension du despotisme car ils sont le seul rempart de la centralisation du pouvoir monarchique. Face à ces contestations, dès décembre 1751, le clergé obtient une exemption de l'impôt pour les propriétés ecclésiastiques. Mais les privilégiés, les parlements et les pays d’État ne s'organisant pas dans une lutte commune et organisée, et doivent céder : le vingtième perdure jusqu'en 1789.
Il est suivi d'un deuxième (1756) puis d'un troisième vingtième (1759), qui sont motivés par les difficultés économiques dues à la guerre de Sept Ans. La guerre finie, ce dernier vingtième est supprimé en 1763, les deux autres subsistant.
Cet impôt de conception moderne, heurte profondément les mentalités attachées aux privilèges. Nombreux sont les particuliers et les corps constitués qui lui substituèrent l'abonnement fiscal ou le rachat définitif ; ainsi la Franche-Comté. Cet impôt se retrouve dès lors faussé et amenuisé. Beaucoup de nobles s'arrangent pour ne pas le payer notamment grâce au soutien de la cour des aides qui délaisse peu à peu son rôle de contrôle des revenus. En 1763, le parlement de Paris, après avoir bataillé contre les contrôles, obtient que les cotes du vingtième ne soient plus réévaluées. Cela conduit à un manque à gagner pour le Trésor à une époque où les prix agricoles s'envolent.
En 1771 intervient une augmentation du prélèvement, notifiée dans les documents par la mention « vingtième et quatre soux pour livres du premier ». Enfin, en juillet 1782, le troisième vingtième est rétabli par le contrôleur général des finances, Joly de Fleury, jusqu’en 1785, pour compenser le coût de l’intervention française en Amérique (1778-1783) ; en contrepartie, il concède aux parlements l'annulation des vérifications du vingtième et l'exemption pour le troisième seulement, des revenus des offices et droits, et de l'industrie. En 1787, devant la menace de faillite de la monarchie, il est décidé de supprimer toutes les exemptions. Mais la décision arrive trop tard. En 1789, les deux vingtièmes rapportaient environ 57 millions de livres.